# Кондауров, Владимир Николаевич
Кондауров Владимир Николаевич (род. 28 октября 1942, Катон-Карагайский район, Восточно-Казахстанская область) — советский военный лётчик-испытатель, заслуженный лётчик-испытатель СССР, полковник, Герой Советского Союза (1988).

## Биография
В. Н. Кондауров родился в казахстанском селе Гусиное 28 октября 1942 года. В 1954 году семья переехала в областной центр — г. Усть-Каменогорск, где Владимир начал заниматься планёрным спортом в Усть-Каменогорской планёрной школе.
В армии с 1959 года. В 1964 году окончил Качинское высшее военное авиационное училище лётчиков, оставлен в ней лётчиком-инструктором. В 1973 году окончил Московский авиационный институт.
В 1966—1992 годах — на лётно-испытательной работе в ГК НИИ ВВС. Провёл государственные испытания истребителя МиГ-27К, сверхзвукового истребителя палубного базирования МиГ-29К. Провёл большой объём по испытаниям самолётов палубного базирования Су-27К и Су-25УТГ. Участвовал в государственных испытаниях сверхзвуковых боевых самолётов — МиГ-21, МиГ-23, МиГ-25, МиГ-27, МиГ-29, МиГ-31, Су-15, Су-17, Су-24, Су-27 и других.
В 1992—1993 — заместитель начальника Государственного авиационного научно-испытательного центра Вооружённых Сил Украины по лётной работе (г. Феодосия).
С 1993 полковник В. Н. Кондауров — в запасе. Живёт в г. Дубна Московской области. Работает инженером в РСК «МиГ».

## Награды
- Герой Советского Союза — за мужество и героизм, проявленные при испытании новой авиационной техники (указ Президиума Верховного Совета СССР от 31 октября 1988 года, медаль «Золотая Звезда» № 11586)
- Орден Ленина (1988)
- Заслуженный лётчик-испытатель СССР (1980)